# Гарму, Георгий
Георгий Гарму (8.12.1921 г., Ирак — 9.09.1999 г., Мосул, Ирак) — архиепископ Мосула Халдейской католической церкви c 23 апреля 1980 года по 9 сентября 1999 года.

## Биография
Георгий Гарму родился 8 декабря 1911 года в Ираке.
8 декабря 1945 года Георгий Гарму был рукоположён в священника. Обучался в Папском Урбанианском университете, где защитил докторскую степень по богословию. С 1949 года был ректором халдейской католической семинарии. С 1964 года служил в приходе Пресвятой Девы Марии в городе Саутфельд, США.
23 апреля 1980 года Римский папа Иоанн Павел II назначил Георгий Гарму архиепископом Мосула. 14 сентября 1980 года Георгий Гарму был рукоположён в епископа.
Умер 9 сентября 1999 года.